# Commune de Musigati
Musigati est une commune de la province de Bubanza au nord-ouest du Burundi. La capitale se trouve dans la ville de Musigati.

## Population
En 2021, la localité comptait 82 207 habitants selon l'ISTEEBU.